# Army Group Royal Artillery
Pour les articles homonymes, voir AGRA.
Un Army Group Royal Artillery (AGRA) était une formation militaire du Commonwealth britannique pendant la Seconde Guerre mondiale et peu de temps après. Généralement affecté aux corps d'armée, un AGRA fournissait l'artillerie moyenne et lourde aux formations supérieures au sein de l'armée britannique.